# Хассан Маатук
Хассан Маатук (араб. حسن معتوق, нар. 10 серпня 1987, Бейрут) — ліванський футболіст, нападник клубу «Аль-Шааб».
Насамперед відомий виступами за клуби «Аль-Агед» (Бейрут) та «Аджман», а також національну збірну Лівану.

## Клубна кар'єра
У дорослому футболі дебютував 2006 року виступами за команду клубу «Аль-Агед» (Бейрут), в якій провів п'ять сезонів, взявши участь у 120 матчах чемпіонату.  Більшість часу, проведеного у складі «Аль-Агеда», був основним гравцем атакувальної ланки команди. У складі «Аль-Агеда» був одним з головних бомбардирів команди, маючи середню результативність на рівні 0,74 голу за гру першості.
Своєю грою за цю команду привернув увагу представників тренерського штабу клубу «Аджман», до складу якого приєднався 2011 року. Відіграв за команду із Аджман наступні один сезон своєї ігрової кар'єри. Граючи у складі «Аджмана» також здебільшого виходив на поле в основному складі команди.
До складу клубу «Аль-Шааб» приєднався 2012 року. Наразі встиг відіграти за команду із Шарджі 62 матчів та забивши 36 голів в національному чемпіонаті.

## Виступи за збірну
У 2006 році дебютував в офіційних матчах у складі національної збірної Лівану. Наразі провів у формі головної команди країни 37 матчів, забивши 7 голів.

## Титули і досягнення
- Чемпіон Лівану (4):

«Аль-Ахед»: 2007-08, 2009-10, 2010-11
«Аль-Ансар»: 2020-21
- Володар Кубка Лівану (5):

«Аль-Ахед»: 2004-05, 2008-09, 2010-11
«Аль-Ансар»: 2020-21, 2023-24
- Володар Елітного кубка Лівану (5):

«Аль-Ахед»: 2008, 2010, 2011
«Аль-Неджмех»: 2017, 2018
- Володар Суперкубка Лівану (2):

«Аль-Ахед»: 2008, 2010
«Аль-Ансар»: 2021
- Найкращий бомбардир Чемпіонату Лівану (2):

«Аль-Ахед»: 2010-11
«Аль-Ансар»: 2020-21